# Manfred Reyes Villa
Pour les articles homonymes, voir Villa.
Manfred Reyes Villa Bacigalupi (né le 19 avril 1955 à La Paz) est préfet de Cochabamba de 2006 à 2008 et maire de la ville éponyme de 1993 à 2000 et depuis 2021. Candidat de droite à la présidentielle de 2002 et de 2009, il s'est enfui aux États-Unis en décembre 2009, étant mis en examen en Bolivie dans quatre affaires différentes (notamment pour abus de biens sociaux et détournement de fonds publics, pour un montant de 2,4 millions de dollars, mais aussi dans le cadre de l'enquête sur le massacre d'octobre 2003 lors de la « guerre du gaz »,, au cours duquel entre 70 et 100 personnes ont été tuées).

## Carrière militaire
Fils du général Armando Reyes Villa, Manfred Reyes a étudié au Collège israélite de La Paz, intégrant en 1973 le Collège militaire de l'armée, d'où il sortit sous-lieutenant en 1982. Il travailla alors au bataillon de la police militaire de La Paz, avant de devenir chef de sécurité du dictateur Luis García Meza. Élève en 1976 de l'École des Amériques de Panama, il fut aussi agrégé militaire de l'ambassade bolivienne au Brésil et aux États-Unis, et secrétaire général du groupe des agrégés militaires d'Amérique du Sud à Washington D.C..

## Entrepreneur
Il quitta l'armée en 1986 avec le grade de capitaine, pour se lancer dans les affaires aux États-Unis, devenant vice-président de Crawford International Silver Spring au Maryland, et président de MAREVI International (nom formé autour de ses initiales), basé à Miami.

## Carrière politique

### Débuts en politique
De retour en Bolivie, il adhère au début des années 1990 à l'Action démocratique nationaliste (ADN), le parti de droite dirigé par l'ex-dictateur Hugo Banzer, et est ainsi élu conseiller municipal de Cochabamba, la troisième ville du pays, obtenant la vice-présidence du conseil en 1992. Il quitta ensuite l'ADN pour fonder Nouvelle force républicaine (NFR), un parti d'extrême-droite régionaliste, et est alors élu maire de Cochabamba, fonction qu'il conserve de 1993 à 2000.
Parallèlement, Manfred Reyes fut élu président de l'Association des gouvernements municipaux autonomes de Bolivie, et nommé au niveau international représentant du Réseau d'Amérique latine des Associations municipales devant la World Association of Cities and Local Authorities Coordination, basée à Genève.
En 2000, sa décision de privatiser l'eau à Cochabamba, effectuée avec le président Banzer, déclenche d'importants conflits sociaux : la « guerre de l'eau », provoquée notamment par la décision de Bechtel de doubler les prix, finit par une défaite de la multinationale qui, sous l'effet d'une campagne internationale, décide de se retirer de la ville. 
Les opérations urbanistiques de Manfred Reyes à Cochabamba auraient aussi été l'occasion pour lui de s'enrichir illégalement, qui aurait ainsi acquis plusieurs édifices à Cochabamba et aux États-Unis. Sa gestion contestée aurait aussi laissée une dette de 40 millions de dollars à la ville.

### Candidat à la présidence
Son parti, Nouvelle force républicaine (NFR), le présenta dès 2000 en tant que candidat à la présidentielle de 2002, qui l'opposait aux candidats des partis traditionnels, Gonzalo Sánchez de Lozada (Mouvement nationaliste révolutionnaire, MNR, droite néolibérale ; 22,5 % des voix) et Jaime Paz Zamora (Mouvement de gauche révolutionnaire, MIR, centriste ; 16,3 % des voix), ainsi qu'à l'outsider Evo Morales (Mouvement vers le socialisme, MAS, gauche ; 20,9 % des voix).
Aucun candidat n'ayant obtenu de majorité absolue, le Congrès élu Sánchez de Lozada président avec l'appui du MIR, qui participa au gouvernement durant un an. Le NFR s'opposait au début à son gouvernement, avant finalement d'y participer, avec notamment le soutien du frère de Manfred Reyes, Erik Reyes Villa. Le NFR appuya en particulier la répression brutale du gouvernement en février 2003 (à La Paz) et en octobre 2003 (à La Paz et El Alto, durant la « guerre du gaz » - plus de 80 morts).
Manfred Reyes prétendit se présenter à la présidentielle de 2005 organisée par le président par intérim Eduardo Rodríguez Veltzé, tenue à la suite de la « guerre du gaz » qui avait coûté son poste à Lozada ainsi qu'à son successeur, Carlos Mesa. Cependant, face à la popularité du candidat de gauche Evo Morales, il finit par soutenir l'ex-membre de l'ADN, Jorge Quiroga, dirigeant du nouveau parti Pouvoir démocratique social (Podemos, droite), tandis qu'il se présentait lui-même, en tant qu'indépendant, à la préfecture de Cochabamba.
Préfet de Cochabamba, il devint alors leader de l'opposition régionaliste de droite au président Evo Morales (élu en 2005 et réélu en 2009). Ce conflit provoqua de violents affrontements à Cochabamba le 11 janvier 2007. Manfred Reyes finit par être destitué à l'occasion du référendum révocatoire du 10 août 2008, organisé à l'instigation du MAS au pouvoir et du MIR afin de soumettre à nouveau au suffrage universel les postes de président, vice-président, et de préfets du pays. Manfred Reyes fut destitué avec 64,81 % des voix contre lui, seulement 35,19 % des suffrages l'appuyant.
Il se présenta à nouveau à l'élection présidentielle de décembre 2009, remportée par Evo Morales avec plus de 63 % des voix (lui-même obtient 27 % des voix), et s'enfuit ensuite aux États-Unis, visé par quatre mises en examen. Il est notamment soupçonné d'avoir détourné plusieurs millions de dollars lors de son mandat de préfet du département de Cochabamba, jusqu'à sa destitution par référendum. Il vit depuis lors à Miami, dans une propriété acquise pour 330 000 dollars en 2004.

### Maire de Cochabamba (à partir de 2021)
Manfred Reyes Villa revient en Bolivie en janvier 2020 après 10 ans d'absence, lors de la présidence intérimaire de Jeanine Áñez. 
Se présentant à nouveau comme maire de Cochabamba lors des élections régionales boliviennes de 2021, Reyes Villa, remporte largement la première place avec 55,63 % des voix, contre 29,69 % pour le candidat du MAS, arrivé en deuxième position. Peu après sa victoire annoncée, il tient à affirmer que les gens qui croient qu'il sera un opposant radical aux pouvoirs central et départemental (contrôlés par le MAS), se trompent largement; que ce qu'il ne faisait à l'époque où il était préfet de Cochabamba n'était qu'en réaction au radicalisme du gouvernement d'Evo Morales et que malgré les différences idéologiques, il est possible de travailler ensemble. 